# Collegio elettorale di Borgotaro (Regno di Sardegna)
Il collegio elettorale di Borgotaro è stato un collegio elettorale uninominale del Regno di Sardegna.

## Dati elettorali
Nel collegio si svolsero votazioni solo nella prima e nella settima legislatura.

### I legislatura
Le votazioni si svolsero in 222 collegi uninominali a doppio turno. Come previsto dal decreto n. 680 del 17 marzo 1848, era eletto al primo turno il candidato che «riunisce in suo favore più del terzo dei voti del total numero dei membri componenti il collegio e più della metà dei suffragi dati dai votanti presenti all'adunanza» (art. 92). Se nessun candidato era eletto, al ballottaggio tra i due candidati con più voti era eletto chi otteneva il maggior numero di voti (art. 93) o, in caso di ugual numero di voti, il maggiore d'età (art. 94).
| Partito                            | Partito                            | Candidato                          | Risultati 20 luglio 1848 | Risultati 20 luglio 1848 |
| Partito                            | Partito                            | Candidato                          | Voti                     | %                        |
| ---------------------------------- | ---------------------------------- | ---------------------------------- | ------------------------ | ------------------------ |
|                                    | —                                  | Giovanni Agazzi                    | 89                       | 83,18                    |
|                                    | —                                  | Giovanni Battista Nicolosi         | 18                       | 16,82                    |
|                                    |                                    |                                    |                          |                          |
| Iscritti                           | Iscritti                           | Iscritti                           | 229                      | 100,00                   |
| ↳ Votanti (% su iscritti)          | ↳ Votanti (% su iscritti)          | ↳ Votanti (% su iscritti)          | 128                      | 55,90                    |
| ↳ Voti validi (% su votanti)       | ↳ Voti validi (% su votanti)       | ↳ Voti validi (% su votanti)       | 107                      | 83,59                    |
| ↳ Schede non valide (% su votanti) | ↳ Schede non valide (% su votanti) | ↳ Schede non valide (% su votanti) | 21                       | 16,41                    |
| ↳ Astenuti (% su iscritti)         | ↳ Astenuti (% su iscritti)         | ↳ Astenuti (% su iscritti)         | 101                      | 44,10                    |

### II legislatura
Le votazioni si svolsero in 222 collegi uninominali a doppio turno con la stessa normativa precedente (al primo turno un numero di voti maggiore di un terzo degli iscritti).
Pur essendo state indetta l'elezione "non ebbe luogo".

## Legislature III-VI
Le elezioni non ebbero luogo per la "rioccupazione austriaca delle provincie di Parma e Piacenza".

### VII legislatura
Le votazioni si svolsero in 387 collegi uninominali a doppio turno. Come previsto dalla legge elettorale del 20 novembre 1859, era eletto al primo turno il candidato che «riunisce in suo favore più del terzo dei voti del total numero dei membri componenti il collegio e più della metà dei suffragi dati dai votanti presenti all'adunanza» (art. 91). Se nessun candidato era eletto, al ballottaggio tra i due candidati con più voti era eletto chi otteneva il maggior numero di voti (art. 92) o, in caso di ugual numero di voti, il maggiore d'età (art. 93).
| Partito                            | Partito                            | Candidato                          | Primo turno 25 marzo 1860 | Primo turno 25 marzo 1860 | Ballottaggio | Ballottaggio |
| Partito                            | Partito                            | Candidato                          | Voti                      | %                         | Voti         | %            |
| ---------------------------------- | ---------------------------------- | ---------------------------------- | ------------------------- | ------------------------- | ------------ | ------------ |
|                                    | —                                  | Pietro Torrigiani                  | 145                       | 63,60                     | 174          | 59,18        |
|                                    | —                                  | Marcello Costamezzana              | 83                        | 36,40                     | 120          | 40,82        |
|                                    |                                    |                                    |                           |                           |              |              |
| Iscritti                           | Iscritti                           | Iscritti                           | 552                       | 100,00                    | 552          | 100,00       |
| ↳ Votanti (% su iscritti)          | ↳ Votanti (% su iscritti)          | ↳ Votanti (% su iscritti)          | 236                       | 42,75                     | 299          | 54,17        |
| ↳ Voti validi (% su votanti)       | ↳ Voti validi (% su votanti)       | ↳ Voti validi (% su votanti)       | 228                       | 96,61                     | 294          | 98,33        |
| ↳ Schede non valide (% su votanti) | ↳ Schede non valide (% su votanti) | ↳ Schede non valide (% su votanti) | 8                         | 3,39                      | 5            | 1,67         |
| ↳ Astenuti (% su iscritti)         | ↳ Astenuti (% su iscritti)         | ↳ Astenuti (% su iscritti)         | 316                       | 57,25                     | 253          | 45,83        |

Il deputato Torrigiani fu sorteggiato per eccedenza nel numero nei deputati professori il 2 giugno 1860. Nelle elezioni suppletive risulta come professore in aspettativa senza stipendio.
| Partito                            | Partito                            | Candidato                          | Primo turno 1º luglio 1860 | Primo turno 1º luglio 1860 | Ballottaggio 5 luglio 1860 | Ballottaggio 5 luglio 1860 |
| Partito                            | Partito                            | Candidato                          | Voti                       | %                          | Voti                       | %                          |
| ---------------------------------- | ---------------------------------- | ---------------------------------- | -------------------------- | -------------------------- | -------------------------- | -------------------------- |
|                                    | —                                  | Pietro Torrigiani                  | 180                        | 91,84                      | 207                        | 94,95                      |
|                                    | —                                  | Giuseppe Garibaldi                 | 16                         | 8,16                       | 11                         | 5,05                       |
|                                    |                                    |                                    |                            |                            |                            |                            |
| Iscritti                           | Iscritti                           | Iscritti                           | 551                        | 100,00                     | 551                        | 100,00                     |
| ↳ Votanti (% su iscritti)          | ↳ Votanti (% su iscritti)          | ↳ Votanti (% su iscritti)          | 202                        | 36,66                      | 221                        | 40,11                      |
| ↳ Voti validi (% su votanti)       | ↳ Voti validi (% su votanti)       | ↳ Voti validi (% su votanti)       | 196                        | 97,03                      | 218                        | 98,64                      |
| ↳ Schede non valide (% su votanti) | ↳ Schede non valide (% su votanti) | ↳ Schede non valide (% su votanti) | 6                          | 2,97                       | 3                          | 1,36                       |
| ↳ Astenuti (% su iscritti)         | ↳ Astenuti (% su iscritti)         | ↳ Astenuti (% su iscritti)         | 349                        | 63,34                      | 330                        | 59,89                      |